# 1702 au théâtre
| Années du théâtre : 1699 - 1700 - 1701 - 1702 - 1703 - 1704 - 1705    |
| Décennies du théâtre : 1670 - 1680 - 1690 - 1700 - 1710 - 1720 - 1730 |

## Événements
- 18 octobre : Marc-Antoine Legrand est reçu comédien à Paris par le Théâtre-Français[1].
- Présence de l'acteur et dramaturge français Denis Clerselier dit Nanteuil attestée à Grenoble cette année-là, après quoi on perd sa trace.

## Pièces de théâtre publiées
- Edme Boursault, Ésope à la cour, comédie héroïque, Paris, veuve de Clément Gasse, [19]-97 p. (En ligne sur Gallica).

## Pièces de théâtre représentées
- février : Le Point d'honneur, comédie d'Alain-René Lesage, Théâtre-Français, Paris[2].
- 3 juin : Arris et Petus, tragédie de Marie-Anne Barbier, Théâtre-Français, Paris[3].
- juin : The Beau's Duel, comédie de Susanna Centlivre, Lisle's Tennis Court, Londres[4].
- 22 août : Le Bal d'Auteuil, comédie de Nicolas Boindin, Théâtre de la rue des Fossés Saint-Germain, Paris.
- 23 septembre : La Matrone d'Éphèse, comédie d'Antoine Houdar de La Motte et Nicolas Boindin, Théâtre-Français, Paris.
- 7 novembre : Tancrède, tragédie lyrique d'André Campra sur un livret d'Antoine Danchet, Académie royale de musique, Paris[5].
- Électre, tragédie d'Hilaire-Bernard de Longepierre.

## Naissances
- 31 mars : Barthélemy-Christophe Fagan, dit aussi Fagan de Lugny, auteur dramatique français, mort le 28 avril 1755.
- Date précise inconnue :
  - Jeanne-Élisabeth Labatte, actrice française, morte le 25 mai 1767.